# Golik (Chorwacja)
Golik – wieś w Chorwacji, w żupanii primorsko-gorskiej, w mieście Delnice. W 2011 roku liczyła 16 mieszkańców.